# Pyrrhula murina
Pyrrhula murina là một loài chim trong họ Fringillidae.